# Association sportive de Cannes
L'Association sportive de Cannes est un club omnisports français basé à Cannes.
Le club est fondé le 4 août 1902 et propose alors des sections athlétisme, football et natation. Les couleurs du club sont le bleu et le noir avant de devenir rouge et blanc lors de la fusion avec le Club sportif de Cannes en 1905.

## Sections

### Sports collectifs
- Association sportive de Cannes football
- Association sportive de Cannes volley-ball
- Association sportive de Cannes handball

Les trois sections ont remporté des titres au niveau national au cours de leur histoire.
Une équipe de basket-ball dispute notamment le Championnat de France de basket-ball de deuxième division 1933-1934 et le Championnat de France de basket-ball de deuxième division 1934-1935.
Une équipe de water-polo est éliminé au 2e tour du Championnat de France masculin de water-polo en 1931 par l'Olympique de Marseille.

### Athlétisme
Émile Ali-Khan est champion de France du 100 mètres en 1920 avec l'AS Cannes